# 泰丝·勒德
泰丝·勒德（法語：Tess Ledeux，2001年11月23日—），法国女子自由式滑雪运动员。她曾代表法国参加2018年和2022年冬季奥林匹克运动会自由式滑雪比赛，获得一枚银牌。